# Tenagodus armatus
Tenagodus armatus is een slakkensoort uit de familie van de Siliquariidae. De wetenschappelijke naam van de soort is voor het eerst geldig gepubliceerd in 1967 door Habe & Kosuge.